# ۱۰۰ سال… ۱۰۰ تحسین به انتخاب بفا
۱۰۰ سال… ۱۰۰ تحسین: متحول‌کننده‌ترین فیلم‌های آمریکا (به انگلیسی: 100 Years…100 Cheers: America's Most Inspiring Movies) نام فهرستی منتشر شده توسط بفا (بنیاد فیلم آمریکا) است که حاوی صد فیلم برتر آمریکایی از دیدگاه این بنیاد است که انسان را متحول می‌کنند و به اصطلاح "سر غیرت می‌آورند". این فیلم‌ها، از بین ۳۰۰ نامزد اولیه انتخاب شده‌اند. این لیست یکی از لیست‌های مجموعه "۱۰۰ سال… بفا" است که از سال ۱۹۹۸ شروع به ساخته شدن کردند و هرکدام حاوی صد، پنجاه، یا بیست‌وپنج عنوان فیلم یا شخصیت برتر در ژانری خاص یا موضوعی متفاوت هستند. این لیست در برنامه‌ای سه ساعته در ژوئن ۲۰۰۶ در شبکه CBS اجرا شد.

## فهرست
| #   | فیلم‌ها                         | سال ساخت |
| --- | ------------------------------ | -------- |
| ۱   | چه زندگی شگفت‌انگیزی            | ۱۹۴۶     |
| ۲   | کشتن مرغ مقلد                  | ۱۹۶۲     |
| ۳   | فهرست شیندلر                   | ۱۹۹۳     |
| ۴   | راکی                           | ۱۹۷۶     |
| ۵   | آقای اسمیت به واشنگتن می‌رود    | ۱۹۳۹     |
| ۶   | ای. تی. موجود فرازمینی         | ۱۹۸۲     |
| ۷   | خوشه‌های خشم                    | ۱۹۴۰     |
| ۸   | جدا شدن                        | ۱۹۷۹     |
| ۹   | معجزه در خیابان سی‌وچهارم       | ۱۹۴۷     |
| ۱۰  | نجات سرباز رایان               | ۱۹۹۸     |
| ۱۱  | بهترین سال‌های زندگی ما         | ۱۹۴۶     |
| ۱۲  | آپولو ۱۳                       | ۱۹۹۵     |
| ۱۳  | هوزیرها                        | ۱۹۸۶     |
| ۱۴  | پل رودخانه کوای                | ۱۹۵۷     |
| ۱۵  | معجزه‌گر                        | ۱۹۶۲     |
| ۱۶  | نورما ری                       | ۱۹۷۹     |
| ۱۷  | دیوانه از قفس پرید             | ۱۹۷۵     |
| ۱۸  | دفترچه خاطرات آنه فرانک        | ۱۹۵۹     |
| ۱۹  | محموله درست                    | ۱۹۸۳     |
| ۲۰  | فیلادلفیا                      | ۱۹۹۳     |
| ۲۱  | در گرمای شب                    | ۱۹۶۷     |
| ۲۲  | غرور یانکی‌ها                   | ۱۹۴۲     |
| ۲۳  | رستگاری در شاوشنک              | ۱۹۹۴     |
| ۲۴  | مخمل ملّی                       | ۱۹۴۴     |
| ۲۵  | سفرهای سالیوان                 | ۱۹۴۱     |
| ۲۶  | جادوگر شهر اُز                  | ۱۹۳۹     |
| ۲۷  | نیمروز                         | ۱۹۵۲     |
| ۲۸  | سرزمین رؤیاها                  | ۱۹۸۹     |
| ۲۹  | گاندی                          | ۱۹۸۲     |
| ۳۰  | لاورنس عربستان                 | ۱۹۶۲     |
| ۳۱  | پیروزی                         | ۱۹۸۹     |
| ۳۲  | کازابلانکا                     | ۱۹۴۲     |
| ۳۳  | روشنایی‌های شهر                 | ۱۹۳۱     |
| ۳۴  | همه مردان رئیس جمهور           | ۱۹۷۶     |
| ۳۵  | حدس بزن کی قراره برای شام بیاد | ۱۹۶۷     |
| ۳۶  | در بارانداز                    | ۱۹۵۴     |
| ۳۷  | فارست گامپ                     | ۱۹۹۴     |
| ۳۸  | پینوکیو                        | ۱۹۴۰     |
| ۳۹  | جنگ ستارگان                    | ۱۹۷۷     |
| ۴۰  | خانم مینی‌ور                    | ۱۹۴۲     |
| ۴۱  | آوای موزیک                     | ۱۹۶۵     |
| ۴۲  | ۱۲ مرد خشمگین                  | ۱۹۵۷     |
| ۴۳  | بر باد رفته                    | ۱۹۳۹     |
| ۴۴  | اسپارتاکوس                     | ۱۹۶۰     |
| ۴۵  | بر فراز دریاچه طلایی           | ۱۹۸۱     |
| ۴۶  | نیلوفرهای مزرعه                | ۱۹۶۳     |
| ۴۷  | ۲۰۰۱: یک اودیسه فضایی          | ۱۹۶۸     |
| ۴۸  | ملکه آفریقایی                  | ۱۹۵۱     |
| ۴۹  | ملاقات با جان دو               | ۱۹۴۱     |
| ۵۰  | سیبیسکوت                       | ۲۰۰۳     |
| ۵۱  | رنگ بنفش                       | ۱۹۸۵     |
| ۵۲  | انجمن شاعران مرده              | ۱۹۸۹     |
| ۵۳  | شین                            | ۱۹۵۳     |
| ۵۴  | رودی                           | ۱۹۹۳     |
| ۵۵  | جسورها                         | ۱۹۵۸     |
| ۵۶  | بن-هاور                        | ۱۹۵۹     |
| ۵۷  | گروهبان یورک                   | ۱۹۴۱     |
| ۵۸  | برخورد نزدیک از نوع سوم        | ۱۹۷۷     |
| ۵۹  | رقصنده با گرگ‌ها                | ۱۹۹۰     |
| ۶۰  | میادین جنگ                     | ۱۹۸۴     |
| ۶۱  | ژرفاسنج                        | ۱۹۷۲     |
| ۶۲  | شجاع‌دل                         | ۱۹۹۵     |
| ۶۳  | مرد بارانی                     | ۱۹۸۸     |
| ۶۴  | اسب نر سیاه                    | ۱۹۷۹     |
| ۶۵  | خورشید قرمز آبی‌نما             | ۱۹۶۱     |
| ۶۶  | سیلکوود                        | ۱۹۸۳     |
| ۶۷  | روزی که دنیا از حرکت بازماند   | ۱۹۵۱     |
| ۶۸  | یک دفتردار و یک مرد            | ۱۹۸۲     |
| ۶۹  | روح سنت لوئیس                  | ۱۹۵۷     |
| ۷۰  | دختر معدنچی زغال سنگ           | ۱۹۸۰     |
| ۷۱  | لوک خوش دست                    | ۱۹۶۷     |
| ۷۲  | پیروزی سیاه                    | ۱۹۳۹     |
| ۷۳  | ارین براکوویچ                  | ۲۰۰۰     |
| ۷۴  | گانگا دین                      | ۱۹۳۹     |
| ۷۵  | حکم                            | ۱۹۸۲     |
| ۷۶  | کفترباز آلکاتراز               | ۱۹۶۲     |
| ۷۷  | رانندگی برای خانم دیزی         | ۱۹۸۹     |
| ۷۸  | تلما و لوییز                   | ۱۹۹۱     |
| ۷۹  | ده فرمان                       | ۱۹۵۶     |
| ۸۰  | بِیب                            | ۱۹۹۵     |
| ۸۱  | شهر پسرها                      | ۱۹۳۸     |
| ۸۲  | ویولونیستِ روی بام              | ۱۹۷۱     |
| ۸۳  | آقای دیدز به شهر می‌رود         | ۱۹۳۶     |
| ۸۴  | سرپیکو                         | ۱۹۷۳     |
| ۸۵  | عشق را درین دخالت نده          | ۱۹۹۳     |
| ۸۶  | بایست و آزاد کن                | ۱۹۸۸     |
| ۸۷  | دختر فعال                      | ۱۹۸۸     |
| ۸۸  | یانکی دودل داندی               | ۱۹۴۲     |
| ۸۹  | هرولد و موده                   | ۱۹۷۱     |
| ۹۰  | هتل رواندا                     | ۲۰۰۴     |
| ۹۱  | تعقیب کاغذی                    | ۱۹۷۳     |
| ۹۲  | شهرت                           | ۱۹۸۰     |
| ۹۳  | یک ذهن زیبا                    | ۲۰۰۱     |
| ۹۴  | ناخداهای شجاع                  | ۱۹۳۷     |
| ۹۵  | گوشه‌های قلب                    | ۱۹۸۴     |
| ۹۶  | در جستجوی بابی فیسچر           | ۱۹۹۳     |
| ۹۷  | خانم کوری                      | ۱۹۴۳     |
| ۹۸  | بچه کاراته‌باز                  | ۱۹۸۴     |
| ۹۹  | درخشیدن                        | ۲۰۰۴     |
| ۱۰۰ | ارابه‌های آتش                   | ۱۹۸۱     |